# Xanthocercis madagascariensis
Xanthocercis madagascariensis là một loài rau đậu thuộc họ Fabaceae.
Loài này chỉ có ở Madagascar.